# 名古屋高速11号小牧線
名古屋高速11号小牧線（なごやこうそく11ごうこまきせん）は、愛知県の、名古屋市北区の楠ジャンクション(JCT)から小牧市の小牧インターチェンジ(IC)・小牧北出入口へ至る名古屋高速道路の路線である。
道路法上は愛知県道515号高速名古屋小牧線である。

## 概要
名古屋高速道路の内、国道41号小牧方面と名古屋市北部を連絡する南北方向の路線が11号小牧線である。
元々は建設省（現・国土交通省）が1987年（昭和62年）に策定した第10次道路整備5か年計画において、名古屋市内と岐阜県美濃加茂市を結ぶ高速道路「名濃道路」として構想された。当時は事業主体は決まっていなかったが、のちに名古屋高速の路線に組み入れられて11号小牧線となった。従って、1970年（昭和45年）に名古屋高速道路公社が設立された当初から計画された路線ではなく、後付けで追加された路線である。当面の運営区間は楠JCT - 小牧IC、小牧北出入口間とされ、それより北の区間については地域高規格道路の候補路線に指定されているのみで具体的な計画や事業主体は決まっていない。
路線はほぼ直線で、このため最高速度は80 km/hとなっている。全線が国道41号上に建設された高架構造である。沿線には小牧トラックターミナルや名古屋市中央卸売市場北部市場などの流通拠点をはじめ名古屋空港がある。国道41号の慢性的な道路混雑は沿線の都市化や、これらの物流の業務交通が関わっているとされる。また、名濃道路の構想が取りざたされた当時において、海外旅行客の急増で増加しつつあった名古屋空港へのアクセス改善が強く要請されたことから、11号小牧線の出入口は流通基地をはじめ空港アクセスに対応した配置となっている。なお、最北端の小牧北入口は東名高速道路を跨いで国道155号と交差する村中交差点付近まで延伸している。

### 路線データ
- 起点 : 愛知県名古屋市北区大我麻町[14]
- 終点 : 愛知県小牧市村中[14]
- 距離 : 8.2 km[14]
- 車線 : 4車線[14]
- 分岐 : 2箇所
- 出入口 : 10箇所（入口:5箇所・出口:5箇所）[15]
- 速度規制：最高速度80 km/h[15]

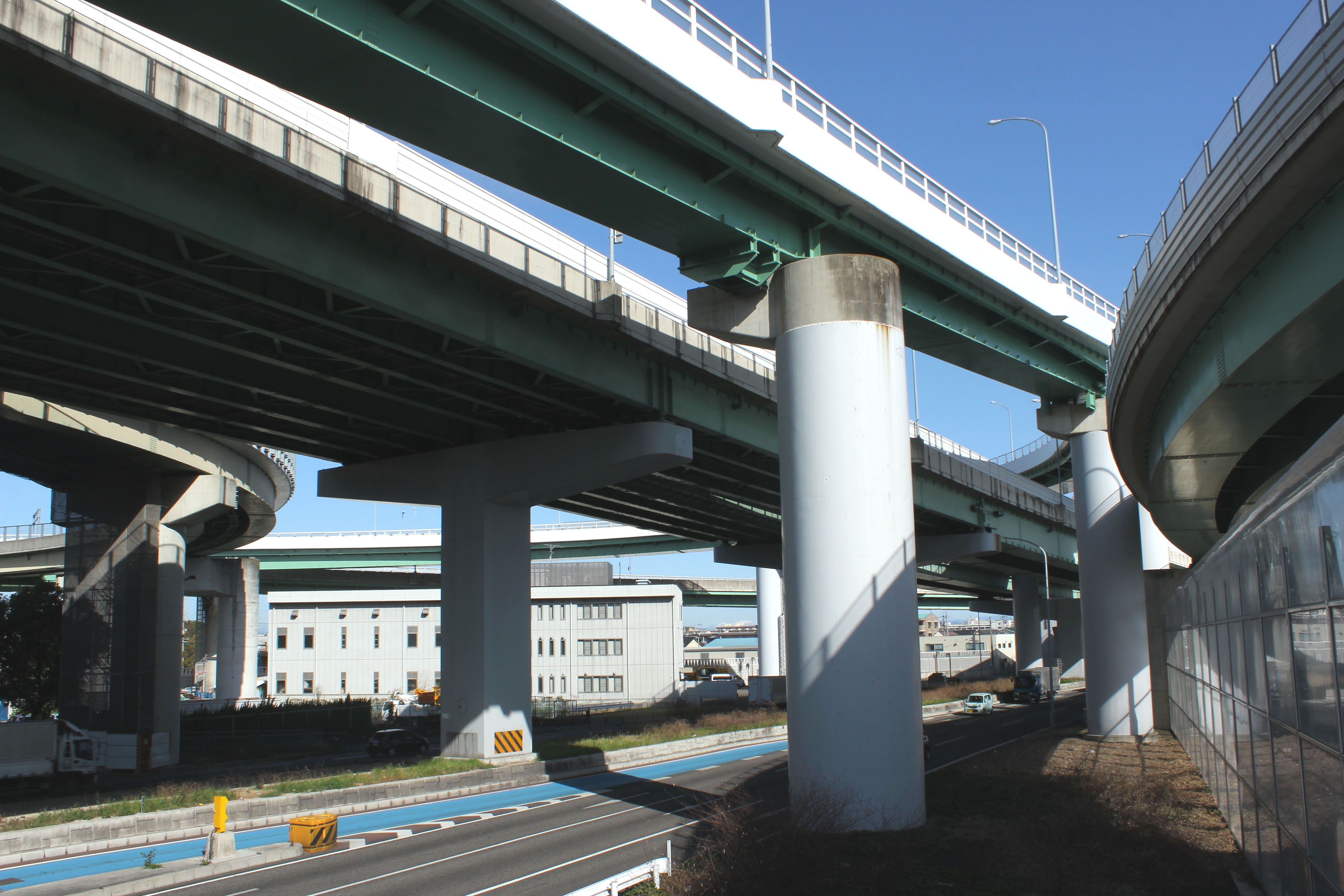
起点の楠JCTから小牧方面を望む。
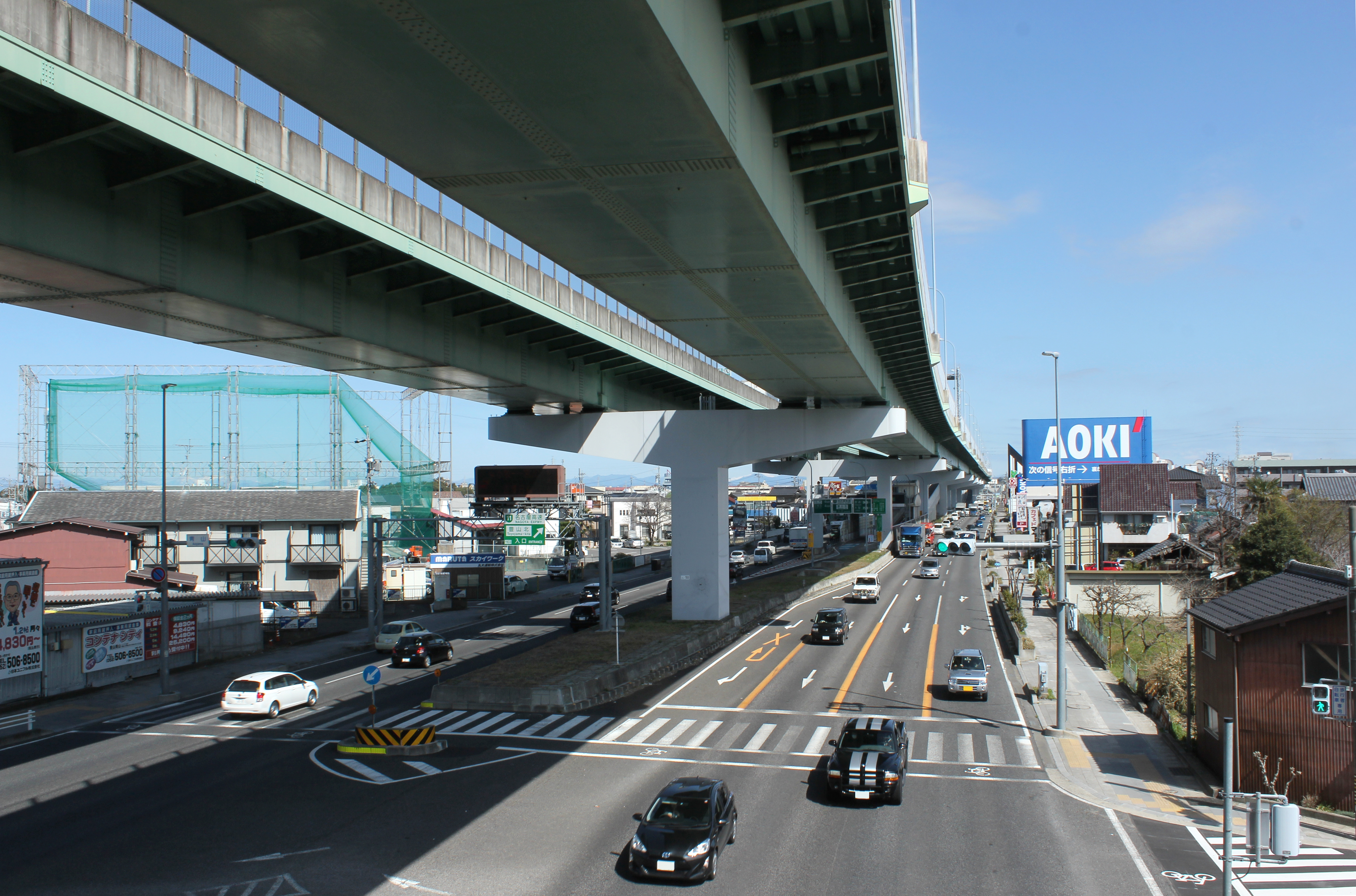
全区間で国道41号と並行する。
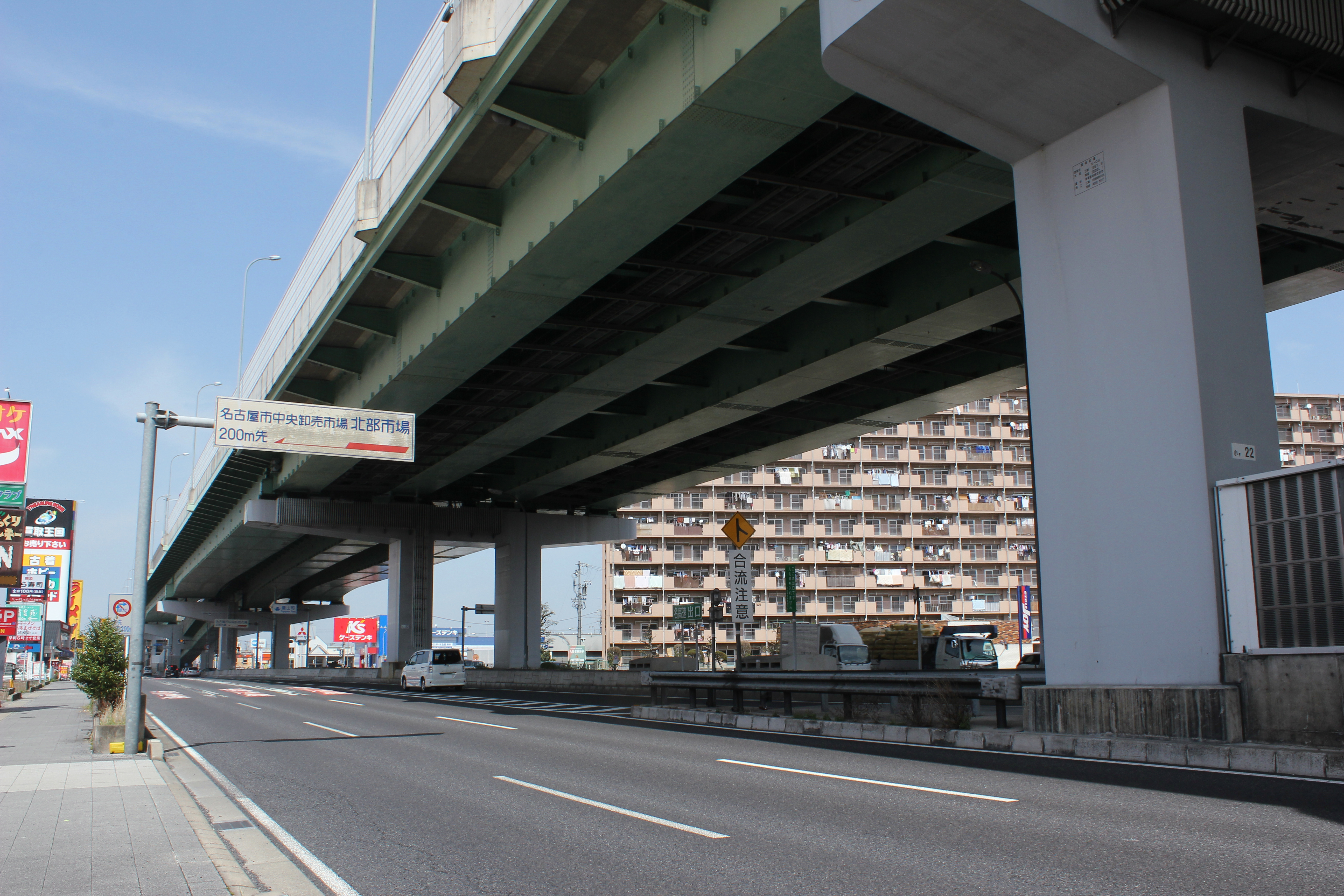
名古屋市中央卸売市場北部市場にアクセスする豊山南出口。物流拠点とのアクセスを考慮している。
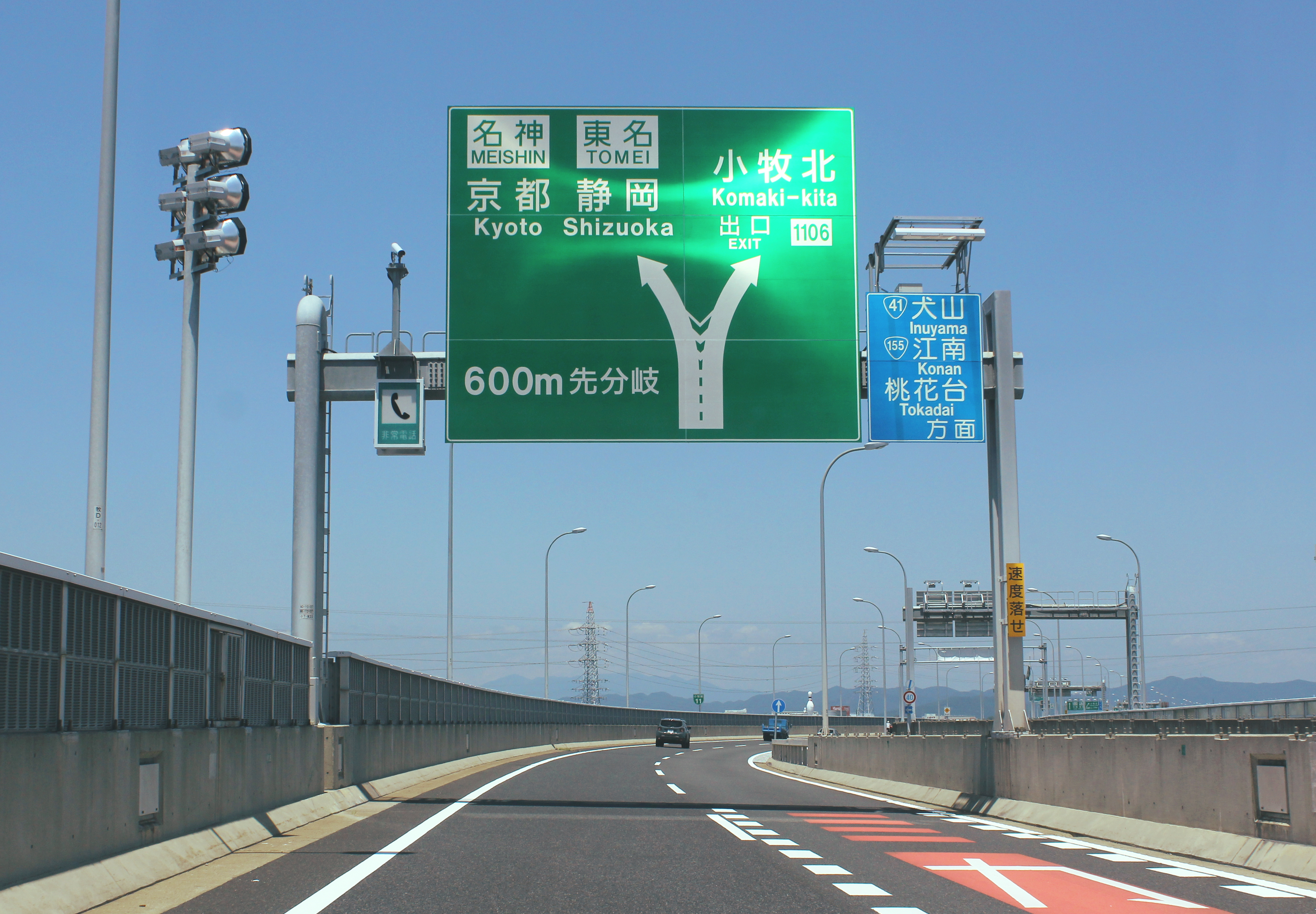
下り終点は小牧ICと小牧北出口。東名、名神接続は左、国道41号、国道155号への連絡は右へ分岐。
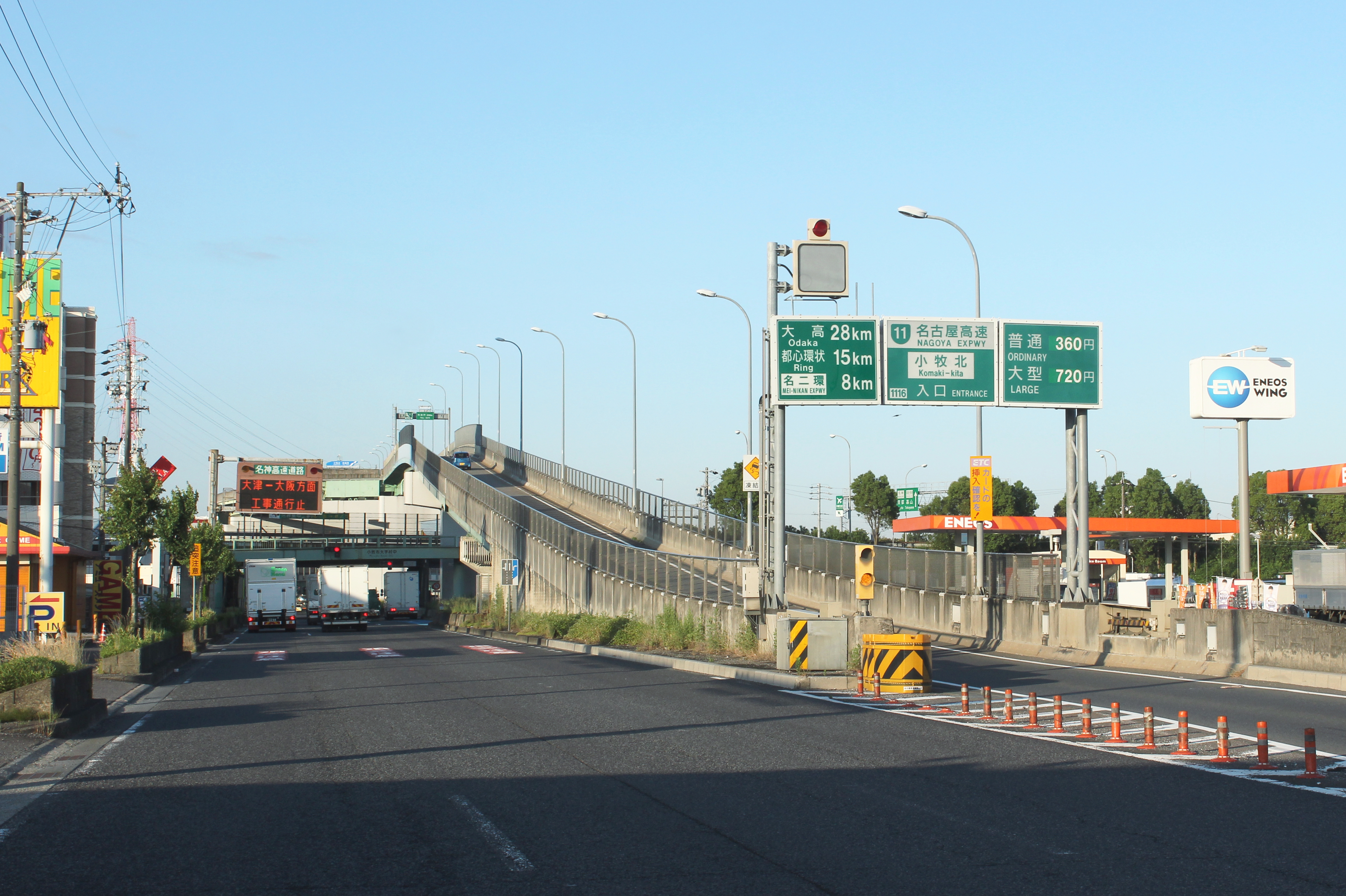
小牧線最北端の小牧北オンランプ。これ以北（手前側）の高速道路の計画は未定である。

## 出入口など
- （間）は他の道路を介して接続している間接接続
- 英略字は以下の項目を示す。
IC：インターチェンジ、JCT：ジャンクション

| 出入口番号            | 施設名       | 接続路線名                                                                                              | 起点から （km） | 備考                                              | 所在地   | 所在地 |
| --------------------- | ------------ | --- | --------------- | ------------------------------------------------- | -------- | ------ |
| 楠線・ 都心環状線方面 |              | |                 |                                                   |          |        |
| -                     | 楠JCT        | 楠線 C2 名古屋第二環状自動車道                                                                          | 0.0             |                                                   | 名古屋市 | 北区   |
| 1111/1101             | 豊山南出入口 | 国道41号 （間）愛知県道62号春日井稲沢線 （間）愛知県道448号名古屋空港中央線                             |                 | 都心環状・名二環方面出入口 出入口とも料金徴収実施 | 名古屋市 | 北区   |
| 1111/1101             | 豊山南出入口 | 国道41号 （間）愛知県道62号春日井稲沢線 （間）愛知県道448号名古屋空港中央線                             | 豊山町          | 都心環状・名二環方面出入口 出入口とも料金徴収実施 |          | 北区   |
| 1102                  | 大山川料金所 | - |                 | 名神・小牧北方面                                  |          |        |
| 1113/1103             | 豊山北出入口 | 国道41号 （間）愛知県道161号名古屋豊山稲沢線                                                            |                 | 名神・小牧北方面出入口                            |          |        |
| 1113/1103             | 豊山北出入口 | 国道41号 （間）愛知県道161号名古屋豊山稲沢線                                                            | 小牧市          | 名神・小牧北方面出入口                            |          |        |
| 1114/1104             | 小牧南出入口 | 国道41号 （間）愛知県道451号名古屋外環状線 （間）愛知県道25号春日井一宮線（出口のみ接続、入口接続なし） | 5.4             | 1号楠線・名二環方面出入口                         |          |        |
| 1115/1105             | 堀の内出入口 | 国道41号                                                                                                |                 | 名神・小牧北方面出入口                            |          |        |
| 1106                  | 小牧北出口   | 国道41号 （間） 国道155号（小牧一宮バイパス）                                                           |                 | 1号楠線・名二環方面からの出口                     |          |        |
| -                     | 小牧IC       | E1 東名高速道路・名神高速道路                                                                           |                 |                                                   |          |        |
| -                     | 小牧北料金所 | - |                 | 1号楠線・名二環方面                               |          |        |
| 1116                  | 小牧北入口   | 国道41号 （間） 国道155号（小牧一宮バイパス）                                                           | 8.2             | 1号楠線・名二環方面への入口                       |          |        |
| 名濃道路（候補路線）  |              | |                 |                                                   |          |        |

- 1101 - 1106 北行、1111 - 1116 南行

## 歴史

### 開通まで
| 空港分岐線の分岐予定地（画像左）と愛知県道448号名古屋空港中央線（画像右）。25 mの広幅員道路の割に片側1車線となっているのは道路中央に名古屋高速の橋脚を建てるスペースを取っているためである（現在は片側2車線となっている。）。7次空整への対応による知事の一元化発表以後、費用対効果の面で県の外部監査やマスコミに取りざたされ、事業の妥当性に疑問が付された。 |  | 空港分岐線の分岐予定地（画像左）と愛知県道448号名古屋空港中央線（画像右）。25 mの広幅員道路の割に片側1車線となっているのは道路中央に名古屋高速の橋脚を建てるスペースを取っているためである（現在は片側2車線となっている。）。7次空整への対応による知事の一元化発表以後、費用対効果の面で県の外部監査やマスコミに取りざたされ、事業の妥当性に疑問が付された。 |
| 空港分岐線の分岐予定地（画像左）と愛知県道448号名古屋空港中央線（画像右）。25 mの広幅員道路の割に片側1車線となっているのは道路中央に名古屋高速の橋脚を建てるスペースを取っているためである（現在は片側2車線となっている。）。7次空整への対応による知事の一元化発表以後、費用対効果の面で県の外部監査やマスコミに取りざたされ、事業の妥当性に疑問が付された。 |  | |

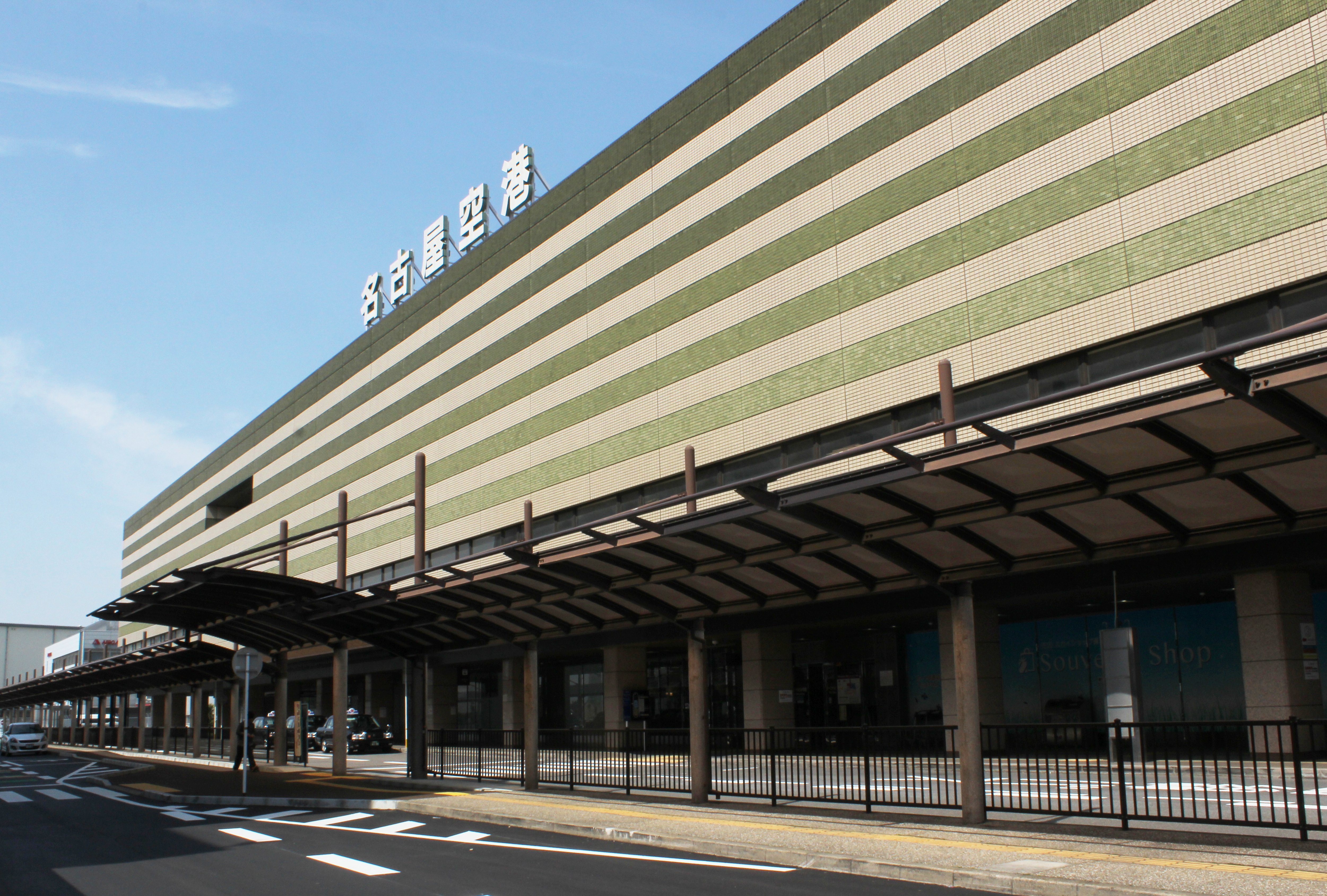
高速2号の延長として幾度も構想された名古屋空港との直通構想は現在も実現していない。

当該路線は元々、交通混雑が激しい国道41号のバイパス路線（名称は名濃道路）として国が検討していたもので、拡幅された国道41号の直上に高架式自動車専用道路を設置する二階建て方式の道路として計画された。構想された建設区間は岐阜県美濃加茂市から名古屋市北区の楠JCT間で、都心側で名古屋高速2号線（1号楠線）と連結して一体的な運用が検討されたが、当面は小牧ICから楠JCTまでを建設することとした。当時は運営者が決定していなかったが、高速2号（1号楠線）の延伸の性格が濃いことから、のちに名古屋高速道路公社に決定のうえ建設が進められた。また、当時の中部圏における唯一の大規模空港である名古屋空港と都心の連絡が国道41号の渋滞によって阻害されている事情も汲まれ、名濃道路から分岐路線を造って最寄りの名古屋空港に直結する構想も示された。なお、11号小牧線の一部出入口は名古屋空港との連絡を考慮に入れた配置とされている。当初は楠JCT - 名古屋空港間を建設した後に小牧インターチェンジまでを建設する計画とされ、1994年（平成6年）2月に都市計画決定された。計画では、豊山町の豊場新栄交差点から分岐して900 m先の名古屋空港の国内線ターミナルビル前に直結することとされたが、一般道路の幅が狭いことから直上の高速道路は出口専用（2車線）とした。入口は空港へ向かうほどには急ぐ必要がないとみて見送りとされた。
ところが、その1年半後に愛知県知事から、中部圏を発着する航空路線の全ての定期便を2005年（平成17年）に開港予定の中部国際空港に一元化することが発表された。知事としては、国の第7次空港整備5カ年計画（7次空整）に中部空港を着工空港として盛り込んでもらうために国の意向である一元化を全面的に採用した訳であるが、大蔵省（現・財務省）はもっと早い段階から名古屋空港の定期便の全面撤退を思案していたとされる。つまり定期便が無くなれば、多額の税金を投下した空港分岐線と併設する一般道路が過剰設備となって無用の長物になりかねないことで、分岐線の建設を決めた都市計画決定も意味を成さなくなる。もっと早い段階で一元化の方向性が明確に打ち出され、各関係機関に伝達されていれば無用な都市計画を決定せずに済んだものが、当時は新空港実現にもっと時間を要するとの考えが主流であったことから、一元化が既定路線である旨の事情に通じた県職員が、都市計画決定に携わった職員に対し密に連絡を取っていなかったとされる。このために勢い都市計画決定に走り、後で事情を知ったという次第であった。また、これより1年前には建設省（現・国土交通省）が第11次道路整備5か年計画として名古屋空港までの都市高速延長を位置づけしていたことから、省庁内でも情報の共有に問題があったことを示している。
いずれにせよ、名古屋空港から定期便が無くなれば、定期便利用の自動車も姿を消すことから空港分岐線と一般道路（名古屋空港中央線）の事業目的は消滅する。このため、県の外部監査は中部空港の建設が決定した段階で道路の必要性について再検討すべきだったと指摘し、国会議員からも目的消滅について各省庁に意見を求めるなど事業の妥当性に疑問を呈する動きが広まった。だが、愛知県は建設費のかさむ高架道路は留保としながらも、一般道路自体は豊山町役場など街の中核施設への便を図ることや名古屋空港の余剰地に入る商業施設（エアポートウォーク名古屋）との絡みもあって必要との姿勢を崩さず、分岐線の下に並行する県道名古屋空港中央線は多大な事業費を投入のうえ完成を見ている。一方の高速道路は計画停止となり、本体部分の楠JCTから小牧南出入口間が2001年（平成13年）に先行開業した。なお、1号楠線から名古屋空港に延長する案そのものは名濃道路の構想以前から存在したが、財政難や都心環状線と1号楠線の全線開業に向けて投資を集中することから空港延長は見送りとされた。

### 開通後
小牧南出入口まで開通してのち、初回も含め3段階のステップを経て現行の小牧北出入口までが開通した。初回の小牧南出入口に続いて同年10月に小牧IC、翌年4月に小牧北入口開通の内訳であるが、遅延の理由は小牧IC付近の用地取得や、それに絡んだアンダーボックス工事の進行状況による。なお、11号小牧線全体では既に国によって拡幅されていた国道41号の上に建設されたことで、小牧ICに見る一部区域の例外はあるにせよ新たな用地取得の必要もなく割に速いスピードで建設されている。
開通後の11号小牧線は、16号一宮線と共に、それ以外の名古屋高速路線と区別して尾北線と称された。これは料金圏に係る区分方法としての名称で、尾北線に対しては名古屋線があった。名二環を境に内側の名古屋高速路線が名古屋線（1号楠線や4号東海線、都心環状線などが該当）、外側の2路線が尾北線である。尾北線の通行料金は名古屋線に対して概ね半値に抑えられたが、これは、尾北線利用者が名二環との相互利用を行うことを想定した結果である。
尾北線を別料金体系とした結果、楠JCTから1 kmしか離れていない豊山南出口（名古屋市内）で流出する場合でも350円の追加料金が徴収され、このため当該出入口を敬遠する利用者が多く、小牧南出口の8分の1の利用にとどまっていることが市議会で取り上げられた。この中で委員長から、路線による区別ではなく、名古屋市内の利用であれば均一料金にするべきとの問いに対し、市の担当者は検討する旨を表明した。それから1年後の2002年（平成14年）12月に公社は料金問題に関する諮問機関の提言で、楠JCT - 豊山南出入口間について利用者サービスの観点から150円値下げする方針を公表し、これは2003年（平成15年）3月から実施された。実施にあたり、対象区間に堀の内入口 → 小牧IC間も追加した（片方向のみ適用）。こうした小牧線の別料金体制については、小牧線周辺の自治体の首長らも不満を表し、公社に対して料金体系の統一化を望む要望書を提出している。
その後、2021年（令和3年）5月の名二環全線開通を機に周辺高速道路の料金体系が見直され、名古屋高速についても均一料金制から対距離料金制に見直された。見直しにより、名古屋線と尾北線の料金体系は廃止された。

### 年表
- 1987年（昭和62年）10月30日 : 建設省（現・国土交通省）は1988年度から開始する第10次道路整備5ヵ年計画の整備目標を公表した。このリストの中に名古屋市と美濃加茂市を結ぶ名濃道路の調査を実施する旨が盛り込まれた[37]。
- 1988年（昭和63年）
  - 1月16日 : 公社は西尾名古屋市長の要請を受けて名古屋空港へのアクセスとして名濃道路にかかわる検討を開始すると公表[4]。
  - 4月14日 : 参議院建設委員会で建設省は名濃道路と名岐道路の調査着手を表明[3]。
- 1989年（平成元年）9月22日 : 名古屋都市高速道路調査委員会は名古屋環状2号線と接続する郊外方向の放射道路について都市高速道路網に含めることが適当と答申した[5][38]。
- 1992年（平成4年）8月25日 : 建設省は第11次道路整備5ヵ年計画に名濃道路の組み入れを発表。楠 - 名古屋空港間を1997年度までに開通させることを明示[39]。
- 1993年（平成5年）9月 : 名古屋市と愛知県は名濃道路を名古屋高速道路公社で整備する旨の基本計画への組入れと公社定款の変更を実施[5]。
- 1994年（平成6年）
  - 2月12日 : 大蔵予算原案にて名濃道路の事業化が復活折衝で認可。新年度の事業費は約50億円[40]。
  - 2月25日 : 名濃道路の都市計画決定[21]。
  - 11月24日 : 名濃道路を整備計画に組入れ[41]。
  - 12月16日 : 建設省は岐阜県美濃加茂市と愛知県小牧市の名濃道路を地域高規格道路の候補路線に指定[6]。
- 1995年（平成7年）6月15日 : 愛知県の鈴木知事は航空審議会にて航空にかかわる国際線、国内線の全便を中部新空港に一元化することを表明[23]。
- 1996年（平成8年）1月 : 工事着手[21]。
- 2001年（平成13年）
  - 3月10日 : 楠JCT - 小牧南出入口開通[27]。
  - 10月19日 : 豊山北入口開通。小牧南出入口 - 小牧北出口開通、名神高速道路小牧インターチェンジに接続[27]。
- 2002年（平成14年）4月24日 : 小牧北入口開通により全線開通[15]。
- 2003年（平成15年）3月29日 : 特定料金区間を新設。楠JCT - 豊山南出入口、堀の内入口 - 小牧IC間で普通車200円[42]。
- 2005年（平成17年）2月16日 : 県営名古屋空港開港を翌日に控え、愛知県道448号名古屋空港中央線を供用開始[43]。
- 2009年（平成21年）3月12日 : 堀の内出入口、ETCレーンと自動収受機運用開始[44]。

## 路線状況

### 交通量
24時間交通量（台）　道路交通センサス
| 区間                        | 平成17（2005）年度 | 平成22（2010）年度 | 平成27（2015）年度 |
| --------------------------- | ------------------ | ------------------ | ------------------ |
| 楠JCT - 豊山南出入口        | 48,909             | 41,191             | 46,855             |
| 豊山南出入口 - 豊山北出入口 | 48,909             | 41,211             | 46,855             |
| 豊山北出入口 - 小牧南出入口 | 48,909             | 41,211             | 46,855             |
| 小牧南出入口 - 堀の内出入口 | 48,909             | 41,211             | 46,855             |
| 堀の内出入口 - 小牧北出口   | 48,909             | 41,211             | 46,855             |
| 小牧北出口 - 名神・小牧IC   | 48,909             | 41,211             | 46,855             |
| 名神・小牧IC - 小牧北入口   | 48,909             | 41,211             | 46,855             |

（出典：「平成22年度道路交通センサス」・「平成27年度全国道路・街路交通情勢調査」（国土交通省ホームページ）より一部データを抜粋して作成）
- 令和2年度に実施予定だった交通量調査は、新型コロナウイルスの影響で延期された[45]。

### 道路情報ラジオ
- 小牧（小牧IC-豊山北　都心環状方面のみ）[46]

## 特記事項

### 渋滞対策
小牧北出口の供用開始直後から当該出口で渋滞が発生し、場合によっては出口を起点に車列末端までの距離が1kmに及ぶこともある。小牧北出口における渋滞は名古屋高速渋滞ポイントの4分の1を占めるなど今に至るも慢性化し、その原因は国道41号の渋滞によって当該出口から国道に合流する車の流れが阻害されるためである。この渋滞によって車列の末尾における追突事故が頻発することから、事故防止の一環として、渋滞末尾表示板や小牧北出口までの所要時間表示板を設置するなどして末尾に接近する車への注意喚起を行っている。

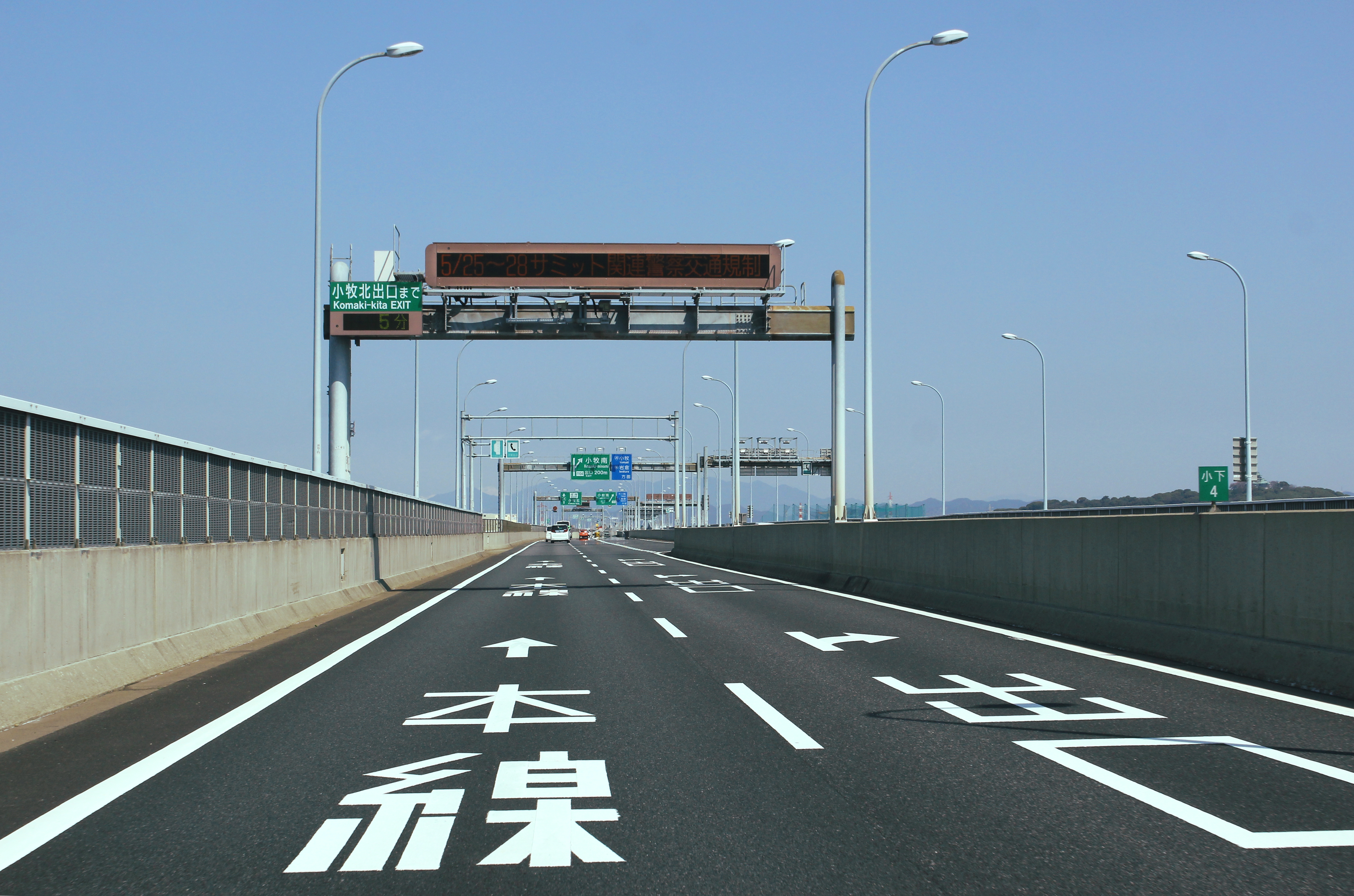
小牧北出口までの到達時間表示器。
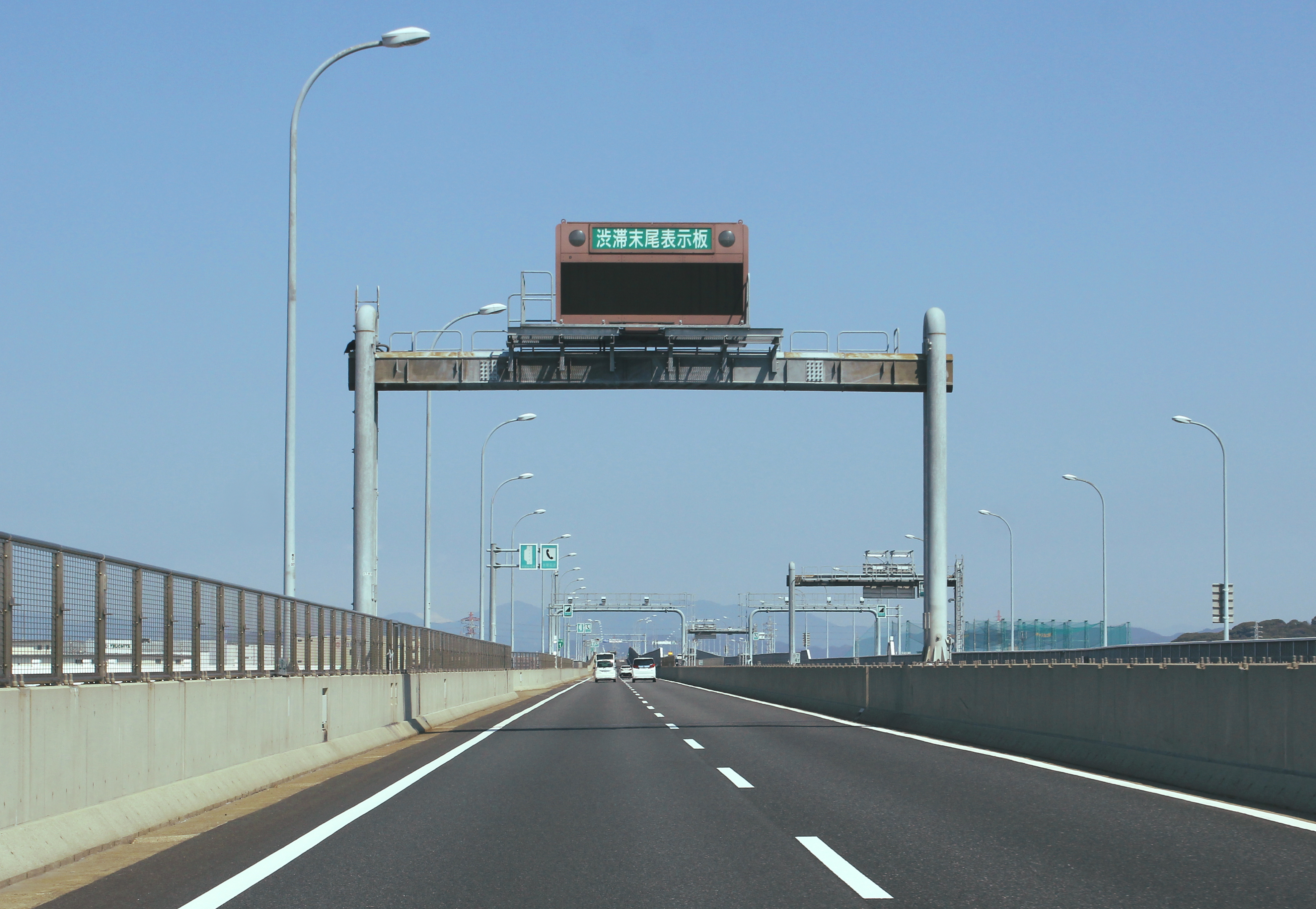
渋滞表示器。

## 地理

### 通過する自治体
- 名古屋市（北区） -  豊山町 - 小牧市

### 接続する高速道路
- 名古屋高速1号楠線（楠JCTで直結）
- C2 名古屋第二環状自動車道（楠JCTで接続）
- E1 東名高速道路（小牧ICで接続）
- E1 名神高速道路（小牧ICで接続）